# Kaunas (district)
Kaunas (Litouws: Kauno apskritis) is een van de tien districten van Litouwen. Het ligt in het centrum van het land en heeft als hoofdstad Kaunas.

## Bevolking
Volgens de Sovjetvolkstelling van 1970 leefden er 618.513 mensen in het district Kaunas. Dit aantal nam langzaam toe en bereikte in 1989 een hoogtepunt met ruim 760.000 inwoners. Sindsdien daalt de bevolking in een rap tempo.
| aantal inwoners | 618.513 | 697.437 | 761.696 | 701.529 | 608.332 |

## Gemeenten
| Gemeente              | Inwoners | Hoofdplaats |
| --------------------- | -------- | ----------- |
| Birštonas             | 5.500    | Birštonas   |
| Jonava                | 52.300   | Jonava      |
| Kaišiadorys           | 37.600   | Kaišiadorys |
| Kaunas (stadgemeente) | 379.700  | Kaunas      |
| Kaunas                | 81.400   | Kaunas      |
| Kėdainiai             | 65.700   | Kėdainiai   |
| Prienai               | 35.800   | Prienai     |
| Raseiniai             | 44.200   | Raseiniai   |

Alytus · Kaunas · Klaipėda · Marijampolė · Panevėžys · Šiauliai · Tauragė · Telšiai · Utena · Vilnius